# Седма египатска династија
Седма египатска династија заједно са Осмом, Деветом, Десетом и Једанаестом (само у Теби) се често сврстава под назив Први прелазни период Египта .
Седма и Осма династија представљају конфузан период египатске историје и чини их слабо позната лоза фараона. Разлика између династија се темељи на претпоставцида одсуство девет краљева у Торинском канону раздваја ове две династије.

## Историја
Као година завршетка Старог краљевства узима се 2181. година п. н. е. тј. завршетак владавине Шесте династије. Номарси су својим областима управљали самостално иако је у Мемфису номинално постојала владарска династија. За седму династију Манетон наводи да ју је чинило 70 Мемфита (високих чиновника Мемфиса) који су владали по један дан (дакле 70 дана 2181. године п. н. е.). По другим изворима, династију је чинило 11 краљева са укупном владавином од 75 година.

## Фараoни Седме династије
Фараони Седме династије били су:
- Нетџеркаре (Netjerkare), познат као Нитокрис, могуће је да је припадао Шестој династији.
- Менкаре
- Неферкаре II
- Неферкаре Не би (Neferkare Neby)
- Џедкаре Шемаи (Djedkare Shemai)
- Меренхор
- Сенеферка Неферкамин
- Никаре
- Неферкаре Тереру
- Неферкахор